# 东区 (莫斯科)
东区是莫斯科东行政区的一区，面积3.20平方公里，人口12,454人。区内无地铁站。